# 里瓦-德尔加尔达
里瓦-德尔加尔达（義大利語：Riva del Garda），是意大利特伦托自治省的一个市镇。总面积42平方公里，人口15986人，人口密度380.6人/平方公里（2009年）。ISTAT代码为022153。
里瓦-德尔加尔达位于加尔达湖西北角岸边。曾先后属于威尼斯共和国、特伦托主教领、拿破仑意大利王国及奥匈帝国。第一次世界大战结束后，该镇同特伦托省一道，成为了意大利王国的一部分。

## 友好城市
- 德国本斯海姆 1989年

## 著名人物
- 库尔特·舒施尼格，奥地利第一共和国总理。